# Cidade Nova
 (décembre 2023).
Si vous disposez d'ouvrages ou d'articles de référence ou si vous connaissez des sites web de qualité traitant du thème abordé ici, merci de compléter l'article en donnant les références utiles à sa vérifiabilité et en les liant à la section « Notes et références ».
Cidade Nova (« Nouvelle Ville ») est un quartier de Rio de Janeiro au Brésil.
Le Sambodrome Marquês-de-Sapucaí y est situé.

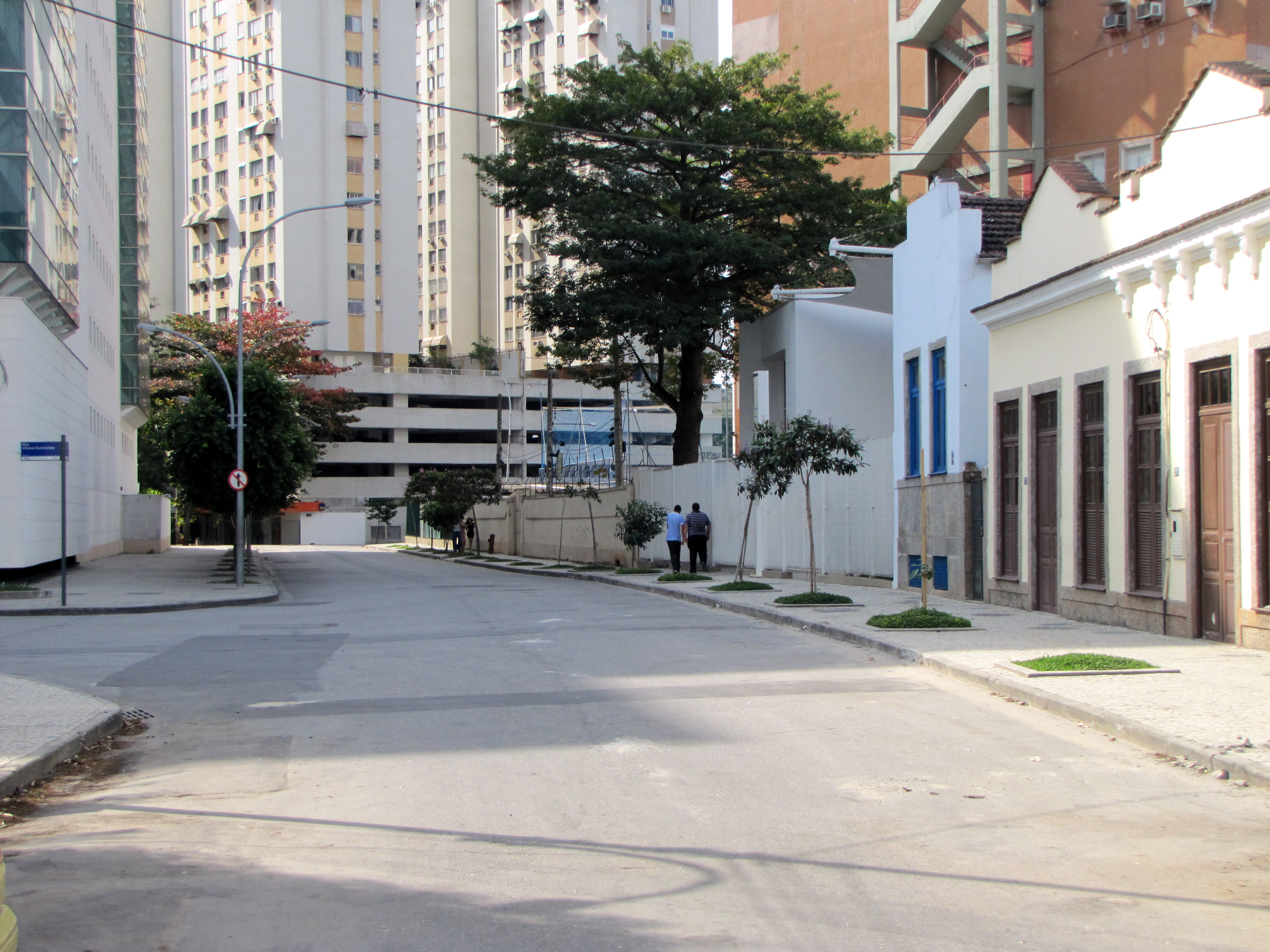
Une rue de Cividade Nova.